# Lutra Lutrakiu
Lutra Lutrakiu (gr. Λουτρά Λουτρακίου), także Lutra Pozar (gr. Λουτρά Πόζαρ) – kurort w północnej Grecji, w administracji zdecentralizowanej Macedonia-Tracja, w regionie Macedonia Środkowa, w jednostce regionalnej Pella, w gminie Almopia. W 2011 roku miejscowość nie posiadała stałych mieszkańców. Znana z gorących źródeł i wodospadów. Leży w sąsiedztwie miejscowości Lutraki i ok. 13 kilometrów na zachód od miasta Aridea.